# Sabang

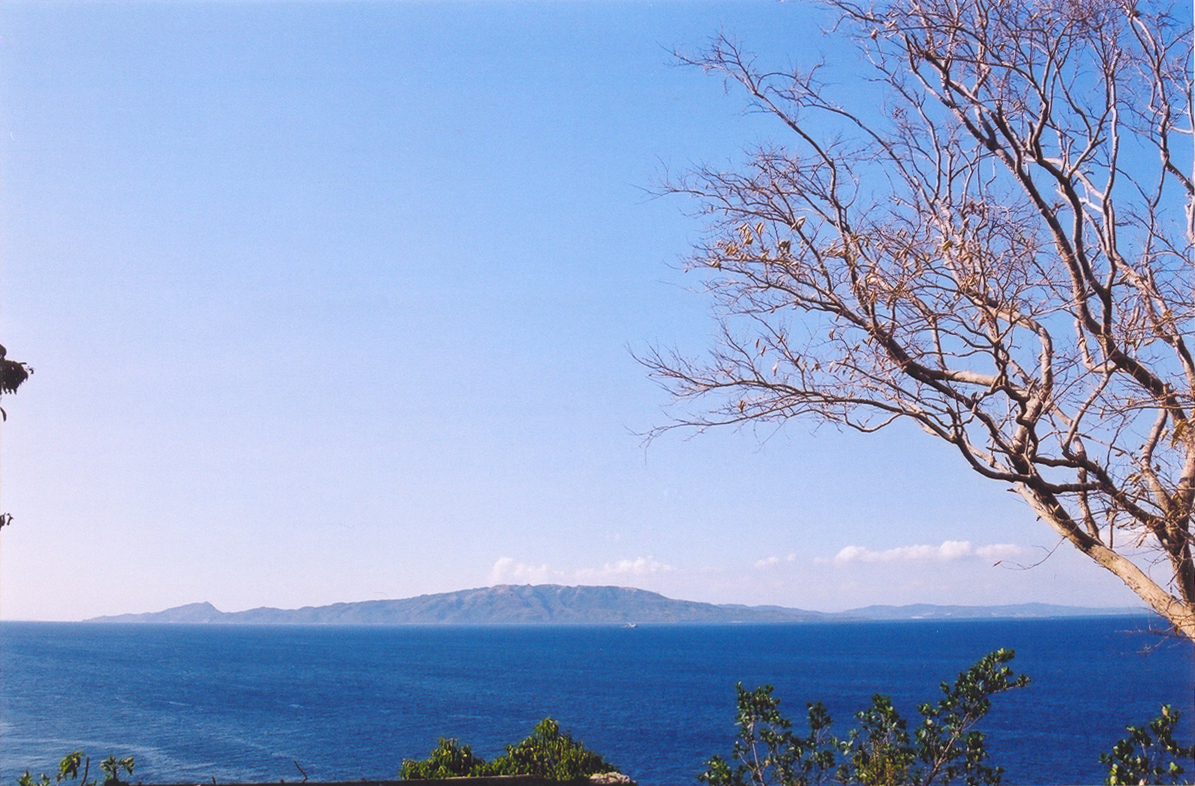
Playas de Sabang, se puede ver la poca distancia que lo separa de otras islas al verse otra isla al fondo.

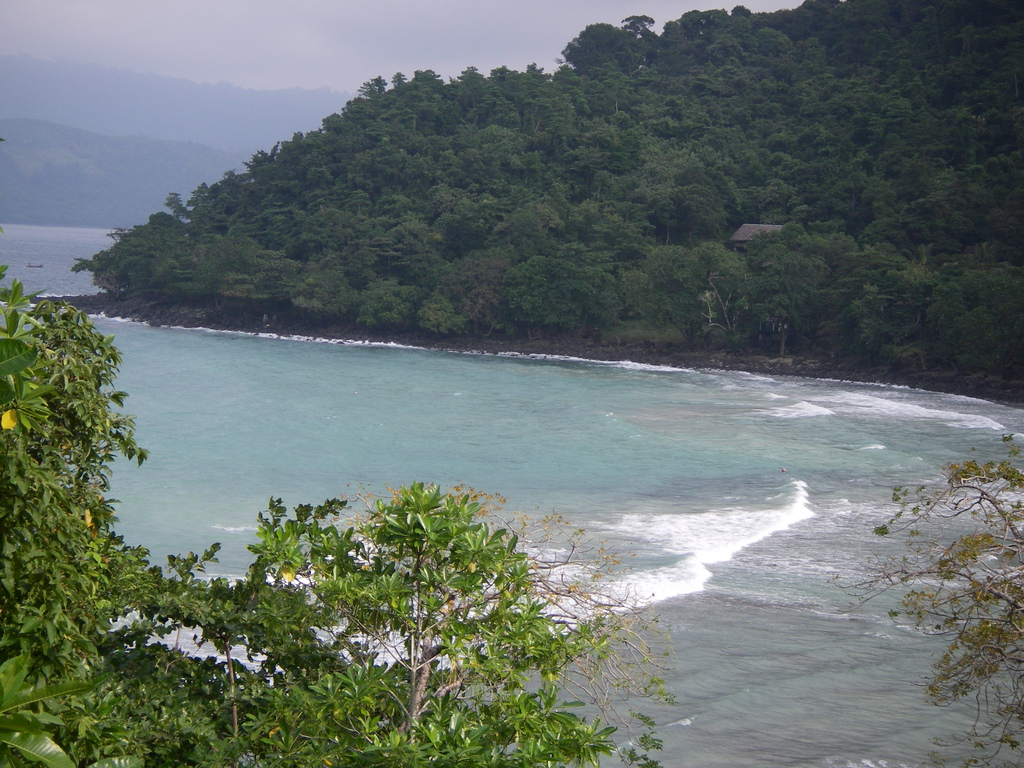

Sabang es una kota de Indonesia, situada en la Isla de Weh y perteneciente a la provincia de Aceh.
Esta Kota de Indonesia se constituyó legalmente en el año 1965 . 
En esta ciudad se encuentra el Aeropuerto Maimun Saleh.

## Geografía
Kota Sabang está formada por cinco islas, siendo la isla de Weh la principal por su tamaño (153 km²). Las otras 4 islas tienen una superficie mucho menor y son: Isla de Rubiah (0,357 km²), Isla de Klah (0,186 km²), Isla de Selako (0,055 km²) e Isla de Rondo(0,659 km²).
Kota Sabang también tiene 5 lagos: Lago Aneuk laot, Lago Paya Senara, Lago Paya Karieng, Lago Paya Peutapen y lago Paya Seumesi. El más grande es el lago Aneuk Laot.
Kota sabang comprende una superficie de 153 km². La población se estima en unos 36.558 habitantes (mayo de 2009). Tiene una altura media de 28 metros sobre el nivel del mar. Es conocida por ser la ciudad más septentrional y occidental de Indonesia. Está situada en las coordenadas 
5°53′39″N 95°19′9″E / 5.89417, 95.31917. 

### Clima
| Parámetros climáticos promedio de Sabang (1991-2020) | Parámetros climáticos promedio de Sabang (1991-2020) | Parámetros climáticos promedio de Sabang (1991-2020) | Parámetros climáticos promedio de Sabang (1991-2020) | Parámetros climáticos promedio de Sabang (1991-2020) | Parámetros climáticos promedio de Sabang (1991-2020) | Parámetros climáticos promedio de Sabang (1991-2020) | Parámetros climáticos promedio de Sabang (1991-2020) | Parámetros climáticos promedio de Sabang (1991-2020) | Parámetros climáticos promedio de Sabang (1991-2020) | Parámetros climáticos promedio de Sabang (1991-2020) | Parámetros climáticos promedio de Sabang (1991-2020) | Parámetros climáticos promedio de Sabang (1991-2020) | Parámetros climáticos promedio de Sabang (1991-2020) |
| Mes                                                  | Ene.                                                 | Feb.                                                 | Mar.                                                 | Abr.                                                 | May.                                                 | Jun.                                                 | Jul.                                                 | Ago.                                                 | Sep.                                                 | Oct.                                                 | Nov.                                                 | Dic.                                                 | Anual                                                |
| ---------------------------------------------------- | ---------------------------------------------------- | ---------------------------------------------------- | ---------------------------------------------------- | ---------------------------------------------------- | ---------------------------------------------------- | ---------------------------------------------------- | ---------------------------------------------------- | ---------------------------------------------------- | ---------------------------------------------------- | ---------------------------------------------------- | ---------------------------------------------------- | ---------------------------------------------------- | ---------------------------------------------------- |
| Temp. máx. media (°C)                                | 29.5                                                 | 30.2                                                 | 31.0                                                 | 31.6                                                 | 31.6                                                 | 31.6                                                 | 31.2                                                 | 31.1                                                 | 30.7                                                 | 30.1                                                 | 29.7                                                 | 29.3                                                 | 30.6                                                 |
| Temp. media (°C)                                     | 25.6                                                 | 25.9                                                 | 26.4                                                 | 26.9                                                 | 27.1                                                 | 27.1                                                 | 26.8                                                 | 26.7                                                 | 26.4                                                 | 25.9                                                 | 25.7                                                 | 25.4                                                 | 26.3                                                 |
| Temp. mín. media (°C)                                | 21.6                                                 | 21.6                                                 | 21.7                                                 | 22.2                                                 | 22.5                                                 | 22.5                                                 | 22.3                                                 | 22.2                                                 | 22.0                                                 | 21.7                                                 | 21.6                                                 | 21.5                                                 | 22.0                                                 |
| Fuente: Cuaca Sabang                                 |                                                      |                                                      |                                                      |                                                      |                                                      |                                                      |                                                      |                                                      |                                                      |                                                      |                                                      |                                                      |                                                      |

## Lista de Kecamatan
Kota Sabang se divide a su vez en 2 Kecamatan, 18 Kelurahan / Desa.
1. Sukakarya
2. Sukajaya